# Saint-Germain-de-Vibrac
Saint-Germain-de-Vibrac là một xã ở tỉnh Charente-Maritime thuộc vùng Nouvelle-Aquitaine tây nam nước Pháp.

## Dân số
| Năm  | Dân số | Density |
| ---- | ------ | ------- |
| 1962 | 176    | -       |
| 1968 | 216    | -       |
| 1975 | 224    | -       |
| 1982 | 201    | -       |
| 1990 | 197    | -       |
| 1999 | 196    | 27/km²  |

- Xã của tỉnh Charente-Maritime